# نیو واشینگتن، آکلان
نیو واشینگتن، آکلان (به لاتین: New Washington) یک منطقهٔ مسکونی در فیلیپین است که در آکلان واقع شده‌است.